# آيبيثا (محطة مترو أنفاق مدريد)
آيبيثا (بالإسبانية: Ibiza)‏ هي محطة مترو أنفاق في مدريد في إسبانيا، تقع على الخط رقم 9.